# 랜드로버 레인지 로버 벨라
랜드로버 레인지 로버 벨라(Land Rover Range Rover Velar)는 영국 랜드로버에서 제작한 중형 스포츠 유틸리티 자동차이다.

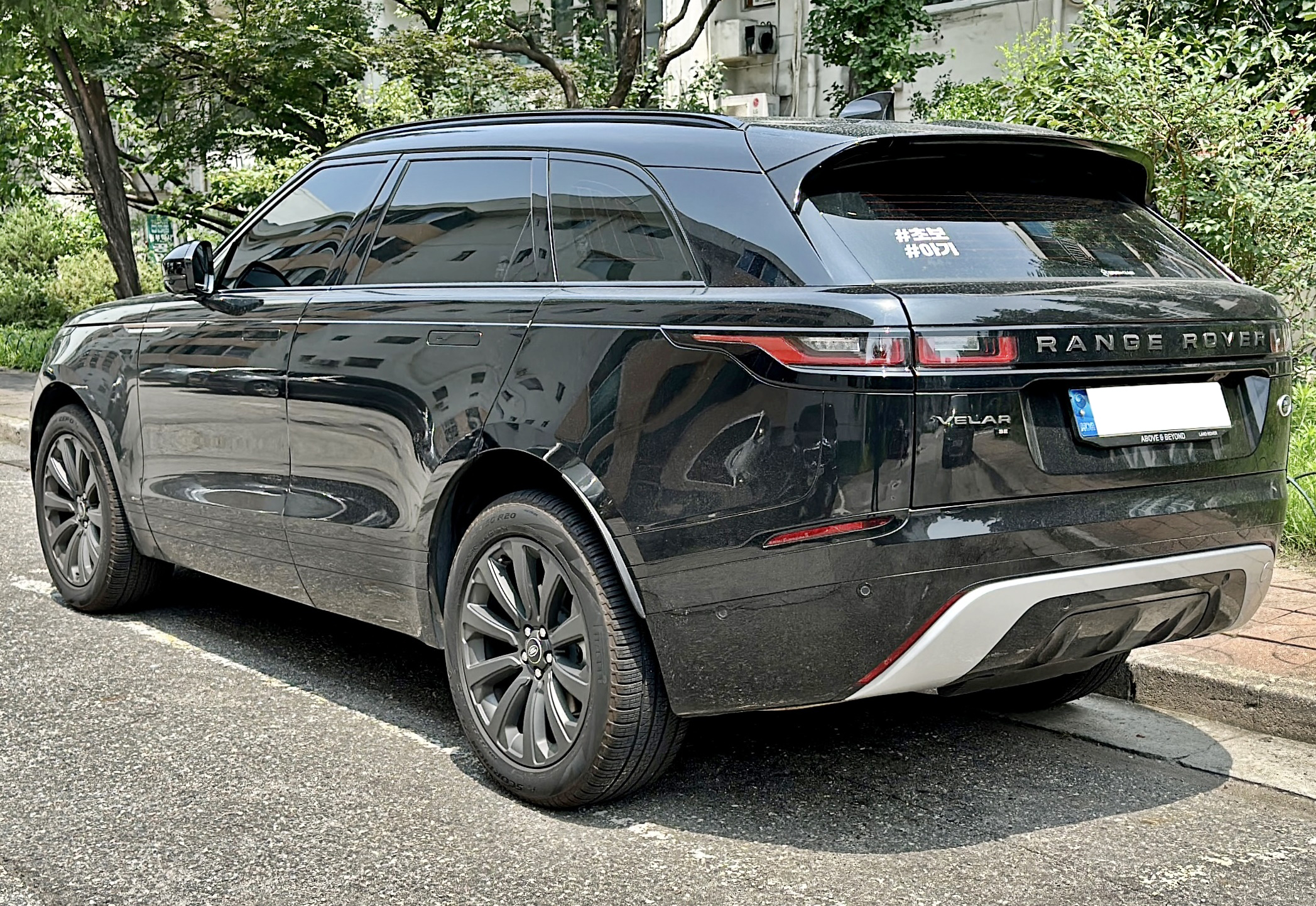
레인지로버 벨라 후측면

재규어 F-페이스와 플랫폼을 공용하며, 2017년 3월 제네바 모터쇼에서 공개되었다. 레인지로버의 디자인을 많이 물려받아 디자인하였고, 현대 넥쏘 및 아이오닉 5처럼 오토 플러시 도어핸들이 장착되었다. 대한민국에서는 2017년 9월부터 정식 수입 중이다.